# Devadâsî
 (novembre 2020).

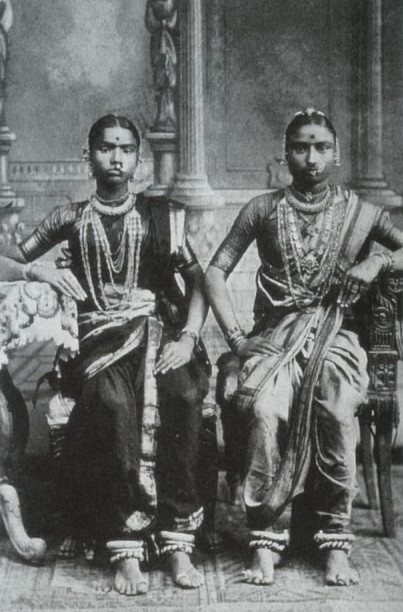
Deux devadasi à Madras en 1920.

En Inde du Sud, les devadasi — littéralement servante de la divinité — étaient, dans l'hindouisme, des femmes consacrées au temple dès leur plus jeune âge, considérées comme des épouses de la divinité, surnommées « femmes à jamais favorables » (leur mari, le dieu, ne pouvant mourir de leur vivant) qui jouissaient de libertés sexuelles auxquelles les femmes mariées à un « mortel » n'avaient pas accès : leur statut est celui, avant tout, d'être artistes cultivées (lettrées, danseuses, chanteuses, peintres, etc.).
Le gouvernement indien a interdit les pratiques de prostitution, au sein de cette tradition, dans les années 1880, sous l'influence de l'action de Mohandas Karamchand Gandhi refusant que certains temples soient des « bordels » comme il y en avait tant en Europe à cette époque. Cette tradition continue d'exister, en particulier dans les villes et villages des États du Karnataka et de l'Andhra Pradesh (mais également au Népal). La pratique dévoyée de cette tradition est très éloignée des coutumes antiques (du fait des invasions islamiques, qui mirent en esclavage les danseuses de temples, et de la colonisation européenne, demandeuse de prostituées majeures ou mineures, et organisant des castes au profit des seuls intérêts de cette colonisation), et a dérivé vers des pratiques de prostitution de rue . Every Child est une ONG internationale qui travaille sur cette question avec les femmes indiennes. Les peines de prison concernant le viol, en Inde, sont de l'ordre de la perpétuité, et autant si le viol est commis sur des personnes majeures ou mineures, tous sexes confondus (contrairement au Sri Lanka, Etat non-laïc adepte d'un nationalisme bouddhiste en lien avec des missions protestantes caritatives, qui ne reconnaît pas possible que l'on puisse violer des hommes mineurs, et, de ce fait, ne condamne pas le viol dans ce cadre-là).

## Histoire
À l'origine destinées au service de la divinité, elles étaient retirées de leur famille parfois très jeunes et recevaient une éducation soignée au cours d'une initiation — appelée bottukatal — qui pouvait durer très longtemps et au cours de laquelle elles apprenaient, en particulier, à maîtriser la danse — ce sont ces pratiques de danse qui ont servi de modèle au bharata natyam, la danse classique du sud de l'Inde — en suivant les enseignements d'un Natuvanar ou maître de danse, ainsi que le kannada, le tamoul, et le sanskrit, la langue des textes sacrés. Certains temples importants, comme celui de Brihadesvara à Tanjavur, accueillaient plusieurs centaines de devadasi qui contribuaient à sa réputation.
Elles n'étaient autorisées à danser devant la divinité qu'après avoir passé la cérémonie de l'arangetram  à la suite de laquelle elles étaient autorisées à porter un collier d'or et recevaient le titre de Talaikole.
Elles étaient classées, traditionnellement, en sept catégories :
- Datta : celles qui avaient choisi de se donner au temple,
- Vikrita : celles qui s'étaient vendues au temple,
- Bhritya : celles qui se consacraient au temple à la suite d'un vœu,
- Bhakta : celles qui dansaient par dévotion pure (bhakti) à la divinité,
- Hrita : celles qui, orphelines, étaient confiées au temple,
- Alankara : celles qui étaient des courtisanes offertes, avec dot, au temple par un raja,
- Gopika : celles qui étaient danseuses par tradition familiale,

Les devadasi jouissaient en théorie d'une position avantageuse, elles recevaient une rétribution au cours de leur formation, puis bénéficiaient de certains privilèges, et avaient des rapports sexuels avec leur « préféré », recevant de toute la communauté des cadeaux, des dons, des offrandes en argent (dans la hiérarchie hindoue, pour ce qui est de la place de la femme, celle de devadasi était la plus favorable). Cependant, au cours du temps, leur statut connut une évolution qui les transforma en prostituées sans considération sociale ; leur statut de courtisanes sacrées leur fut violemment dénié avec l'abolition du système des devadasi par l'Empire colonial britannique en 1925[réf. nécessaire]. On estime que 250 000 jeunes filles ont été consacrées aux temples de Yellamma, Hanuman et Khandoba dans le Karnataka et le sud du Maharashtra entre l'indépendance de l'Inde en 1947 et 1982.
Le premier sens du mot bayadère, provenant du portugais « bailadeira », est synonyme de devadasi. Le mot français almée dérivé du mot arabe alim illustre aussi la devadasi.

## Les devadasi et l'hindouisme
Les devadasi ne furent jamais de simples « professionnelles » se donnant à quiconque les paie, mais des femmes attachées à un temple et au service de la divinité (Iyer 1927), et, de l'autre, des courtisanes-danseuses (Chandra 1945) initiées aux différents arts, dont l'érotique. Pourtant le puritanisme britannique colonial, que relaya la « honte de soi » du colonisé (Srinivasan 1983), ravalèrent ces femmes au rang de prostituées. Il reste que nombre de récits historiques, tant indigènes qu'étrangers, attestent qu'autrefois elles s'adonnaient néanmoins déjà au commerce charnel. Cette coutume de la « servante de dieu » se développa surtout dans le sud de l'Inde, et, semble-t-il, à grande échelle : on affirmait qu'il devait y avoir autant de devadasi que le temple comportait de piliers ; ainsi, les inscriptions du temple du roi chola Rajaraja (1004 ap. J.-C.) font-elles état de quatre cents danseuses.
De la multiplicité des classifications disponibles répertoriées par Kersenboom, tant dans les textes agamiques, qui définissent différentes catégories de danseuses issues des diverses formes de la déesse ou shakti, que dans les sources littéraires et historiques qui fournissent toute une série de termes, il ressort que ces femmes se consacraient d'abord au service de la divinité. Presque exclusivement recrutées parmi les femmes de haute caste (brahmane), les devadasi pouvaient éventuellement servir de concubines aux brahmanes.
L'existence d'un service proprement féminin dans la gamme d'offices majoritairement masculins se justifie pour des raisons religieuses hindoues. On sait, en effet, que les dieux dans les sanctuaires expriment la souveraineté et que, réciproquement, la royauté est magnifiée dans la divinité, l'effigie de la cella étant traitée à la manière d'un roi, tandis que ce dernier l'est analogiquement à un dieu. Or, l'entretien quotidien d'une divinité appelle des femmes qui accomplissent sur Terre ce que faisaient au paradis (svarga) les Apsara pour servir et divertir les dieux. Et la liste est longue de ces « venues des eaux » : Rambha, Urvashi, Menaka, Tilottama, Adrika, etc., qui rehaussent de leur beauté le somptueux séjour divin, de ces nymphes pleines de grâce et de charme, merveilleusement belles, appelées Suragana (« épouses des dieux ») ou Sumadatmaja (« filles de joie ») qui sont les modèles célestes des servantes de temple et des courtisanes.
Dans son ouvrage en langue kannada sur l'aspect culturel des inscriptions indiennes, Chidanandamurthy indique que l'effigie du temple requérait deux sortes de plaisirs à satisfaire. Les « jouissances des membres (du corps) » (angabhoga) assurées par des bains, l'onction de pâtes et des parfums, l'offrande de fleurs et l’ondulation de la flamme, et les « jouissances de la scène (des spectacles) » (rangabhoga) auxquelles pourvoyaient les chants, les danses ou les drames joués. Or c'est justement la satisfaction de ces désirs faits chairs que les devadasi personnifient.
Les devadasi appartiennent donc à la catégorie beaucoup plus large, et diversifiée, des serviteurs de temple dont leur groupe ne constitue qu'un corps de spécialistes parmi d'autres. Leur fonction renvoie à une division du travail inscrite dans la hiérarchie sociale, même si l'intervention de femmes dans une série de services monopolisés par les hommes rend leur situation passablement ambiguë. À double titre. D'une part, leur fonction religieuse réintroduit à l'intérieur même de l'espace étalonné de pureté du temple la nécessité du kama dans la hiérarchie des valeurs; d'autre part, la spécialisation rituelle qui les définit n'implique nullement qu'elle se recrutent dans une jati particulière : elles n'ont jamais constitué en réalité un groupe au sens strict ; d'où la difficulté à les rattacher à une quelconque jati, sinon, au plan des valeurs, au varna des shoudra - comme toute femme non mariée d'ailleurs - « destiné » d'abord à servir, contre rétribution matérielle, les varna supérieurs et à garantir la prospérité des vaïshya, kshatriya et brahmane.

## Opposition au système devadâsî
La campagne de boycott des nautch girls (danseuses) et de leur danse, appelée Mouvement anti-nautch, émana dès 1892 tant de l’élite des réformateurs sociaux hindous que des missionnaires chrétiens de la Présidence de Madras en raison du nombre élevé de grands temples en Inde du sud. Elle se développa rapidement dans toute l’Inde. 
Médecin et réformatrice sociale, première femme nommée au Conseil législatif de Madras (1926-1930), S. Muthulakshmi Reddi (1886-1968) fut une grande militante de la cause des devadâsî et des femmes en général. Elle poussa et obtint des mesures législatives décisives (voir plus bas).
La missionnaire britannique Amy Carmichael recueillit certaines devadâsî en rupture de ban et fonda une œuvre pour recueillir les jeunes femmes qui voulaient échapper à leur condition, ainsi que leur progéniture. Ses nombreux livres popularisèrent son combat.

## Dans la culture populaire
Le film The Shameless (en) se déroule dans une communauté devadasi.

## Évolution de la législation
Bien que le pouvoir colonial incarné par le vice-roi des Indes ait agi avec prudence afin de ne pas heurter frontalement les coutumes et croyances indiennes, l'institution des devadâsî posait plusieurs problèmes face aux normes et principes en vigueur en Europe :
- la question de la prostitution, ici encouragée voire sanctifiée plus que tolérée, contre laquelle l’anglaise Josephine Butler (1828-1902) entreprit de lutter en 1868 par les Lois sur les maladies contagieuses ;
- en effet le souci de prophylaxie contre les maladies contagieuses ;
- la protection de l'enfance : en Inde, la vente et l’achat de mineures de moins de seize ans pour la prostitution furent considérés comme un crime au regard des articles 372 et 373 du Code pénal indien de 1860[7].

La première initiative légale visant à interdire le système devadasi remonte à la loi de 1934 (1934 Bombay Devadasi Protection Act) applicable uniquement dans la province de Bombay telle qu'elle existait dans le Raj britannique. Cette loi rendait illégal le dévouement des femmes à vie au temple, qu'il soit consensuel ou non. Selon cette loi, le mariage avec une devadasi devait être considéré comme licite et valide, et les enfants de ce mariage devaient être considérés comme légitimes. La loi énonçait également des motifs d'action pénale à l'encontre de toute personne impliquée dans des dédicaces, à l'exception de la femme dédiée considérée comme victime : les personnes reconnues coupables de tels actes pourraient être condamnées à un an d'emprisonnement et à une amende. La loi de 1934 prévoyait également des règles visant à protéger les intérêts des devadasis. Chaque fois qu'il y avait un différend concernant la propriété d'un terrain impliquant un devadasi, le collecteur local devait intervenir.
En 1947, année de l'indépendance de l'Inde, une loi dite "Madras Devadasi" interdisait la consécration des femmes dans tout le sud de l'Inde (présidence de Madras).
Le système devadasi a été interdit dans toute l’Inde en 1988, mais certaines pratiques illégales continuent. 
Le projet britannique de « protéger » les Indiennes aboutit à un double résultat : d’une part, « sauver ces créatures malheureuses de la dégradation » ; de l’autre, manifester leur propre masculinité et proclamer leur supériorité morale sur les hommes indiens (Metcalf, 1994, 94).